# Kobroor
Kobroor és una illa de les illes Aru, al mar d'Arafura. Es troba a la província de Maluku, Indonèsia. Té una superfície de 1.723 km2, un perímetre costaner de 229,8 km i el seu punt més elevat és de 124 metres. Les altres illes principals de l'arxipèlag són Tanahbesar, Kola, Maikoor, Koba i Trangan.
L'illa té diversos jaciments arqueològics.